# ポップ・ロック
ポップ・ロック（Pop rock）とは、ポップ・ミュージックとロックを融合したジャンルを指す。バブルガム・ポップ、ソフト・ロック、産業ロック、パワー・ポップなどと親和性が高い。

## 概要・定義
『American Popular Music』という教本では、ポップ・ロックを「エルトン・ジョン、ポール・マッカートニー、ロッド・スチュワート、ピーター・フランプトンといったアーティストたちによって表現されたロック」と定義している。これに対して、音楽評論家のジョージ・スタロスティンは、「主にギターを基礎にしたキャッチーでポップな歌を用いるポップ・ミュージックのサブジャンル」と定義している。スタロスティンは、伝統的にパワー・ポップと呼ばれてきたもののほとんどがポップ・ロックのサブジャンルに含まれるだろうと言い、リリカルな内容のポップ・ロックについては「普通音楽にとって二次的なもの」と論じた。抽象的なロックはロックンロールのような、アフリカ系アメリカ人音楽に影響を受けたジャンルにルーツを持っている。
オースランダーならびにサイモン・フリス（Simon Frith）、グロスバーグといった数人の研究家たちは、ポップ・ミュージックは「本物でない」「シニカル」「俗受けする」「エンタテインメントのありきたりな形式」と言われることが多いが、対照的にロックは、歌手やバンドによる曲作りを重要視した「本物」「真摯」「インストゥルメンタルの名人芸」そして「聴衆とのリアルなつながり」 と言われている、と主張した。
サイモン・フリスによる1950年代から1980年代までのポピュラー・ミュージックの歴史分析に、B・J・ムーア＝ギルバートが異議を唱えた。ムーア＝ギルバートは、フリス（や他の研究家たち）は、1960年代にフォーク志向の音楽が発達した時はそれを「フォーク・ロック」と呼び、1970年代のポップの要素を吹き込まれたスタイルを「ポップ・ロック」と呼んだように、新しいジャンルが出てくるたびにそれを「〜ロック」と名付けることで、ポピュラー・ミュージックにおけるロックの役割を強調しすぎている。こうしたアプローチはロックを不公平に頂点に置き、他のどんな影響もロックの中心核に付け足したものにしてしまう、と批判した。

## 主なミュージシャン

### 前史
- エルヴィス・プレスリー[8]
- ボビー・ライデル
- ファビアン
- アネット

### 1960年代
- ビートルズ[注 1]
- デイヴ・クラーク・ファイヴ
- ゾンビーズ[9]
- トミー・ジェイムス&ザ・ションデルズ
- アソシエイション
- ゲイリー・ルイス&ザ・プレイボーイズ
- ゲイリー・パケット&ユニオン・ギャップ
- ハーパース・ビザール
- ヴァン・ダイク・パークス
- サークル

### 1970年代前半
| - ルー・クリスティ - スリー・ドッグ・ナイト - エルトン・ジョン - ビージーズ - マジック・ランタン - バタースコッチ - バッド・フィンガー - ラズベリーズ - スレイド | - シールズ&クロフツ - ブレッド - 10cc - エレクトリック・ライト・オーケストラ - ハリー・ニルソン - カプリコーン - エリック・カルメン - アルバート・ハモンド - ギルバート・オサリバン - ミッシェル・ポルナレフ |

### 1970年代後半
- ジャーニー[注 8]
- TOTO
- スティクス
- ボストン
- フォリナー
- ベイ・シティ・ローラーズ
- クイーン
- キッス
- エアロスミス
- イーグルス
- フリートウッド・マック
- ロッド・スチュアート
- ビリー・ジョエル

このうちビージーズについて権威ある事典は、1970年代後期のディスコ時代を体現したイギリス＝オーストラリアのポップ・ロック・バンドと定義している。アリゾナ大学のサイトはコレクション2からコレクション6で何十曲も羅列しているだけで、ドナ・サマーがポップ・ロックであるとは、立証していない 。

### 1980年代
- TOTO[注 9]
- クイーン
- マイケル・ジャクソン - 「今夜はビート・イット」
- ジャーニー
- スティクス
- フォリナー
- ジェネシス
- ブライアン・アダムス
- デフ・レパード
- ボン・ジョヴィ

1980年、ディスコ・ブームの終焉に伴って、低迷した音楽産業が求めたのは、セールスを伸ばしてくれる商業主義的ロックであった。この70年代後半以降、アダルト・コンテンポラリーが人気だった。音楽批評家マイケル・グロスはそれを「儲け主義の綿菓子」と呼んだ。クリストファー・クロスの『セイリング』などもポップ・ロックのジャンルに加えることが可能である。『オール・アウト・オブ・ラブ』といったエア・サプライの「甘ったるいポップ・ロック」のヒットは、この時代の「チャートでヒットするための公式を最もよく例証した」。

### 1990年代
- エクストリーム[注 10]
- ジャネット・ジャクソン　- 「ブラック・キャット」
- エイス・オブ・ベイス
- バックストリート・ボーイズ
- ハンソン
- フーティー&ザ・ブロウフィッシュ
- テイク・ザット
- パフ・ダディ

### 2000年以降
- ロビー・ウィリアムズ[注 11]
- マクフライ
- ニッケルバック
- マルーン5
- バックストリート・ボーイズ
- テイク・ザット
- トレイン
- コールドプレイ